# Kert Haavistu
Kert Haavistu (Tallinn, 18 gennaio 1980) è un ex calciatore estone, di ruolo centrocampista.

## Carriera

### Nazionale
Il 18 agosto 1999 esordisce contro l'Estonia (2-0).

## Palmarès

### Club

#### Competizioni nazionali
- Campionato estone: 3

Flora Tallinn: 2001, 2002, 2003
- Coppa di Estonia: 1

TVMK Tallinn: 2006
- Supercoppa di Estonia: 1

TVMK Tallinn: 2006